# Elizabeth F. Neufeld
Elizabeth Fondal Neufeld (ur. 27 września 1928) – francusko-amerykańska genetyczka, specjalizująca się w badaniach nad genetycznymi podstawami chorób metabolicznych u ludzi. 

## Życiorys
Elisabeth Neufeld wyemigrowała wraz z rodziną w 1940 r. z Paryża do Stanów Zjednoczonych; opuszczając Europę jako żydowscy uchodźcy przed prześladowaniami nazistowskimi. Rodzina osiedliła się w Nowym Jorku, gdzie Neufeld uczęszczała do Hunter College High School, by następnie ukończyć w 1948 r. Queens College, uzyskując tytuł Bachelor of Science. Rozpoczęła wówczas pracę jako asystentka naukowa w Jackson Laboratory w Bar Harbor w stanie Maine, gdzie zajmowała się badaniami chorób krwi u myszy. Później na Uniwersytecie Kalifornijskim w Berkeley uzyskała stopień doktora w 1956 za pracę nad nukleotydami i węglowodanami złożonymi.
W 2004 r. Neufeld przeszła na emeryturę, opuszczając stanowisko profesora Wydziału Chemii Biologicznej na Uniwersytecie Kalifornijskim, które piastowała od 1984 roku.

## Dorobek
Neufeld wielokrotnie doceniano za dokonania w nauce. Jest członkinią National Academy of Sciences. W 1977 r. wybrano ją do Amerykańskiej Akademii Sztuki i Nauki. Neufeld została ponadto uhonorowana Nagrodą Wolfa w dziedzinie medycyny (1988), Nagrodą im. Alberta Laskera za Kliniczne Badania Medyczne (1982) oraz w 1994 r. Narodowym Medalem Nauki „za wkład w zrozumienie lizosomalnych chorób spichrzeniowych, wykazujący silne powiązanie badań naukowych podstawowych i stosowanych”.